# Совокупная доля учащихся
Совокупная доля учащихся — показатель, рассчитываемый как отношение общего числа учащихся (зачисленных) на всех ступенях обучения (начальной, средней (средней специальной) высшей, послеуниверситетской) вне зависимости от их возраста к общей численности населения в возрасте от 6 до 24 лет.
Этот показатель используется при расчёте некоторых экономических индексов. Он был введён с целью более адекватного отражения различий между индустриально развитыми странами в сфере образованности. Образованность оценивается как комбинация индекса грамотности и совокупной доли учащихся. При этом грамотность для индустриальных стран с рыночной экономикой априори устанавливается равной 99 %.